# Рандомізація
Рандомізація (англ. randomization, hashing, нім. Randomisation f) — розташування або вибір об'єктів у випадковому порядку.

## Загальний опис
Принцип рандомізації полягає в тому, що до плану експерименту вводять елемент імовірності. Для цього план експерименту складають так, щоб ті систематичні фактори, які складно піддаються контролю, враховувалися статистично і потім виключалися в досліджен-нях як систематичні похибки.
Для випадкового вибору номерів дослідів можна використовувати таблицю випадкових чисел або лотерею.
Застосовується, наприклад, для вибору порядку чергування окремих дослідів при плануванні експериментів тощо.
Рандомізація дозволяє нівелювати систематичні (наприклад, періодичні) впливи факторів, що не контролюються, а також забезпечити об'єктивність при виборі об'єкта.
При плануванні експериментів окремі досліди повинні виконуватися у послідовності, яка встановлюється за допомогою таблиці випадкових чисел, або будь-якої процедури, що забезпечує випадковий характер проведення дослідів. Рандомізація дозволяє нівелювати систематичні (напр., періодичні) впливи факторів, що не контролюються.

## Приклади
- У медицині — процес розподілу суб'єктів клінічного випробування за основними і контрольними групами випадково, що дозволяє звести до мінімуму систематичну помилку та упередженість.